# Ahmed Lahmadi
Ahmed Lahmadi (10 de noviembre de 1992) es un deportista tunecino que compitió en judo. Ganó una medalla de bronce en el Campeonato Africano de Judo de 2014 en la categoría de –90 kg.

## Palmarés internacional
| Campeonato Africano | Campeonato Africano     | Campeonato Africano | Campeonato Africano |
| Año                 | Lugar                   | Medalla             | Categoría           |
| ------------------- | ----------------------- | ------------------- | ------------------- |
| 2014                | Puerto Louis (Mauricio) | Medalla de bronce   | –90 kg              |